# Cinnamomum calyculatum
Cinnamomum calyculatum är en lagerväxtart som beskrevs av Friedrich Anton Wilhelm Miquel. Cinnamomum calyculatum ingår i släktet Cinnamomum och familjen lagerväxter. Inga underarter finns listade i Catalogue of Life.